# Два кроки до весни
«Два кроки до весни» — п'ятий номерний альбом гурту «Мотор'ролла», реліз якого відбувся 27 червня 2015. За словами фронтмена гурту Сергія Присяжного, «назву альбому „Два кроки до весни“ не варто сприймати буквально, адже в новій платівці мова йде не стільки про зелену пору року, скільки про більш абстрактні явища»
До альбому включено три пісні, які раніше гурт Мотор'ролла виконував у дуеті з іншими виконавцями: «Жар-птиця» (раніше — з гуртом Klooch), «Картина» (раніше — з Сергієм Кузіним) та «Душа» (раніше — з Ерікою).

## Список композицій
| #     | Назва                  | Тривалість |
| ----- | ---------------------- | ---------- |
| 1.    | «Я вірю»               | 2:45       |
| 2.    | «Проліски»             | 3:51       |
| 3.    | «Пілігрими»            | 2:58       |
| 4.    | «Забери мене»          | 3:57       |
| 5.    | «Картини»              | 4:23       |
| 6.    | «Душа»                 | 5:04       |
| 7.    | «Як ти ходила по морю» | 3:57       |
| 8.    | «Два перших кроки»     | 3:13       |
| 9.    | «Це ти»                | 4:42       |
| 10.   | «Жар птиця»            | 3:55       |
| 38:45 |                        |            |

## Кліпи
- Картина